# Strychowo
Strychowo (prononciation : [strɨˈxɔvɔ]) est un village polonais de la gmina de Łubowo, dans le powiat de Gniezno de la voïvodie de Grande-Pologne, dans le centre-ouest de la Pologne.
Il se situe à environ 6 kilomètres au nord-est de Łubowo (siège de la gmina), à 8 kilomètres à l'ouest de Gniezno (siège du powiat) et à 43 kilomètres au nord-est de Poznań (capitale régionale).

## Histoire
De 1975 à 1998, le village faisait partie du territoire de la voïvodie de Poznań. Depuis 1999, Strychowo est situé dans la voïvodie de Grande-Pologne.